# E. Hitler & Luftwaffe - Mannen Utan Hjärna
E.Hitler & Luftwaffe - Mannen Utan Hjärna gjord av Eddie Meduza som drogs tillbaka efter ca 20 sålda ex på grund av att Eddie ångrade inspelningen med låten ”Negerjävel”. Kassetten gavs ut 1976.

## Låtlista
Sida A:
1. E.Hitler Inleder
2. E.Hitler Fader William Berättar Om Nazitiden
3. Negerjävel
4. E.Hitler Intervjuar Roger Ballis
5. Ta Å Klipp Dig (Original)
6. Grannen Klagar På Inspelningen Av Kassetten
7. Jag Vill Runka Balle (Original)
8. Reportage Om David Jagger Från BBC
9. Come Give Me Your Loving - Elvis On Tour
10. Kallar Du Mig För Palme
11. Kärleken E Stor
12. Hubbes Norton Sport (Instrumental)
13. Bolla Bolla
14. Pitten Den Står

Sida B:
1. Sadistklubben (Original)
2. E.Hitler Intervjuar Efraim Barkbit
3. VM i Skitprat i Uganda
4. Eftersnack Med Efraim Barkbit
5. Jag Har En Kraftig Saftig Röv (Originalet till "Teenage Love")
6. E.Hitler Presenterar Och Intervjuar Greve Von Boegroeff
7. Ta mig i röven pojkar (Original)
8. Fogden Och Polisen Hälsar På Hemma Hos E.Hitler
9. Jag Vill Hem
10. Runka Balle (Originalet till "Slicka Fitta")
11. E.Hitler Slår Ned Kronofogdar (Original)